# Sociala förhållanden i Danmark-Norges arméer 1750-1815

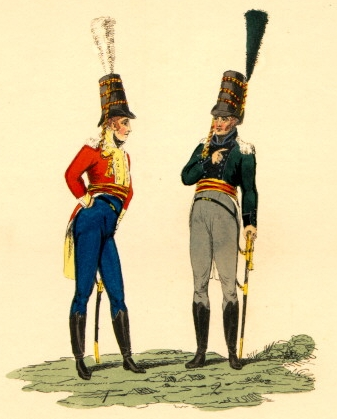
Officerare vid Norska Livregementet (till vänster) och Själländska Jägarkåren (till höger) omkring 1809.

Sociala förhållanden i Danmark-Norges arméer 1750-1815 behandlar befälsstruktur, karriärvägar och befälets klasstillhörighet i de dansk-norska arméerna från mitten av 1700-talet till Napoleonkrigens slut.
Danmark-Norge hade två arméer, den danska armén för det egentliga Danmark och Schleswig-Holstein samt den norska armén för Norge. I den danska armén rekryterades de inhemska soldaterna genom utskrivning bland landsbygdens bönder. Fram till 1803 rådde livegenskap och utskrivningsrätten låg i händerna på godsägarklassen. Den värvade trupperna rekryterades framförallt i Tyskland. Underofficerarna anskaffades oftast genom direktrerytering av lämpade civila. Den nedre sociala gränsen för att bli officer låg vid det lägre borgerskapet, något som var ovanligt i de tidigmoderna arméerna i Europa. I Norge var bönderna fria och i den norska armén anskaffades de flesta soldater genom utskrivning ur bondeståndet i sin helhet. För att bli underofficer krävdes att man avtjänat sin tioåriga tjänstgöringstid som soldat och därtill tillhörde de besuttna bönderna med egen gård. De norska officerarna var officerssöner, ämbetsmannasöner och söner ur det högre borgerskapet.

## Den danska armén

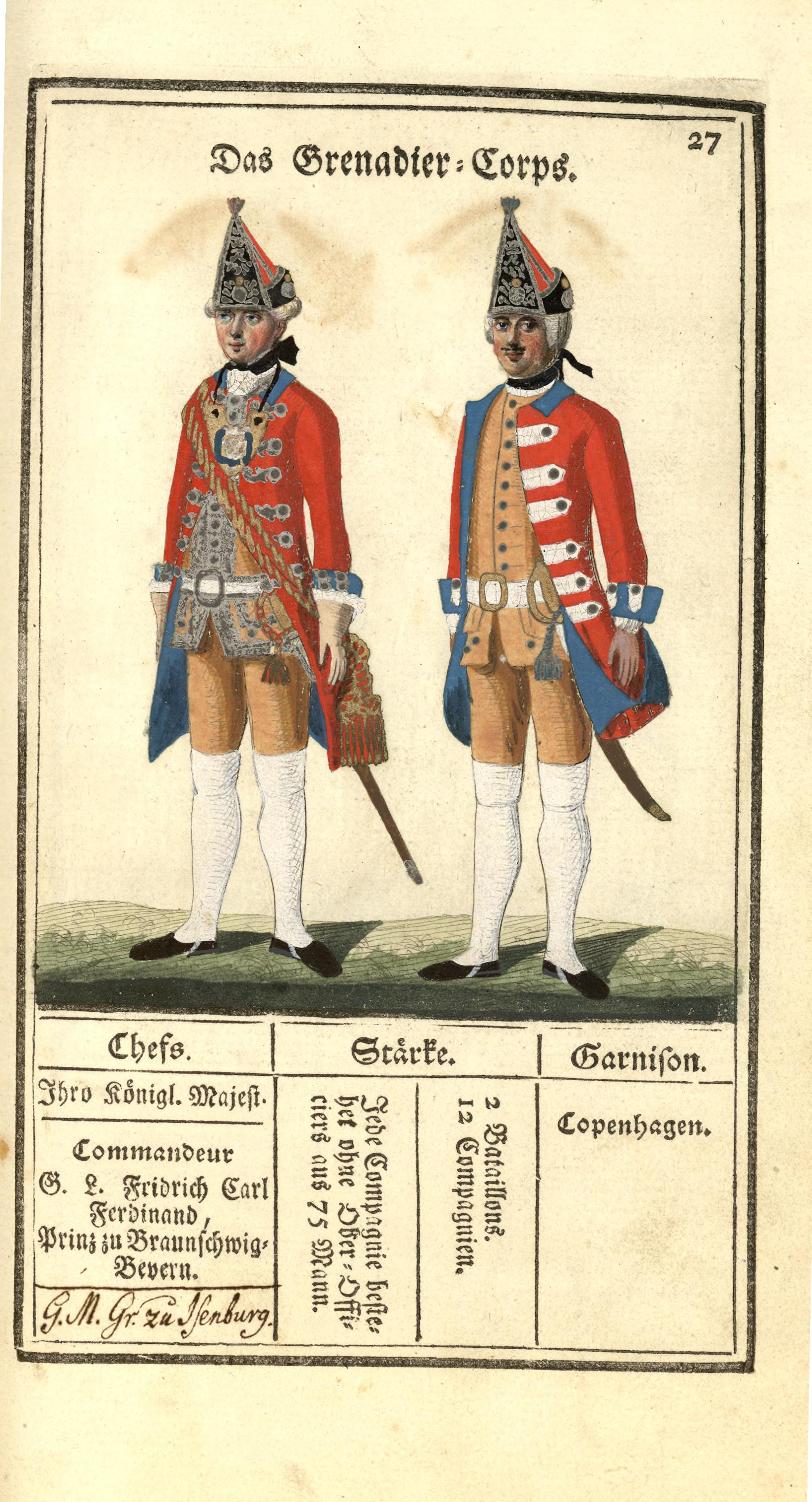
Officer och menig vid den danska Grenadjärkåren cirka 1763.

Den danska armén omfattade riksdelarna Danmark och Schleswig-Holstein. Under 1700-talet bestod den av en värvad garnisonstrupp i ständig tjänstgöring och en nationell utskriven milis, som övades några veckor om året nära hemmet. I krig användes milisen också i fält och var inte enbart fästningstrupp eller rekryteringsreserv, som de flesta andra europeiska milisförband. Den danska arméorganisationen påminde sålunda om den samtida svenska, med stående förband i städerna och mobiliseringsförband på landsbygden. Men skillnaderna var också betydande. Bland annat utgjordes de indelta svenska förbanden av reguljära yrkessoldater, i likhet med de värvade trupperna, medan de danska aldrig uppfattades som något annat än en jordbrukarmilis. Med Kristian VI:s landmilisordning, som fungerade 1733-1803, återinfördes den 1701 avskaffade livegenskapen genom stavnsbåndet. Godsägaren skulle ställa upp med det antal soldater som han enligt skattelängder och roteindelning (laegder) var förpliktad till. I gengäld fick han skattebefrielse för huvudgårdsjorden och förfoganderätt över godsets allmoge i åldern 14-36 år. Utskrivningsrätten låg hos godsägaren och blev ett maktmedel i hans hand mot tredskande allmoge.
En annan stor skillnad mot Sverige var organisationens instabilitet. Under slutet av 1700-talet genomfördes upprepade omorganisationer; nya härordningar antogs ideligen och förband tillkom och lades ner. Vid 1774 års härordning försvann den tidigare indelningen i värvade och nationella regementen (milis) och ersattes av integrerade regementen, men med olika underavdelningar för värvade och utskrivna.  De värvade ersattes också delvis av utskrivna, varför man fick två kategorier utskrivna; de med kort tjänstgöring som de traditionella nationella trupperna och de med lång tjänstgöring som de traditionella värvade trupperna.  Genom härordningen 1785 blev ordningen med nationalrekryter, dvs. utskrivna soldater till de garnisonerade förbanden permanentad.  De utskrivna soldaternas tjänstgöringsplikt var 6-8 år, deras årliga tjänstgöring några veckors utbildning vid kompani- och regementsmöten samt vid kyrkparader. Nationalrekryterna tjänstgjorde på samma villkor som de värvade, dock med den skillnaden att deras inträde i militärtjänsten inte var frivilligt.

### Manskapet
Den utskrivningspliktiga befolkningsgruppen var jordlösa och helst ogifta män tillhörande bondebefolkningen. Städernas egendomslösa var inte utskrivningspliktiga.  De värvade trupperna däremot rekryterades i städerna och bestod till tre fjärdedelar av utlänningar, huvudsakligen tyskar. Kommandospråket i den danska armén var också tyska till 1773.  Det finns ingen undersökning som visar de värvade soldaternas sociala ursprung, men deras yrken före militärtjänsten var övervägande proletära; arbetare eller hantverkare utan mästartitel. Endast ett fåtal kunde räknas till det lägre borgerskapet.

### Officerare och underofficerare
Även de nationella regementena var så länge de existerade, försedda med fullt antal heltidsanställda officerare och underofficerare. Det fanns en gemensam officerskår för de nationella och de värvade trupperna och transport mellan nationella och värvade förband förekom inte sällan.  Det var bara en bråkdel av de meniga som blev befordrade till underofficerare och bara en bråkdel av underofficerarna som blev officerare. Det som först och främst krävdes av en blivande underofficer var att kunna läsa och skriva, därefter ett respektingivande uppförande. Underofficerare blev i första hand direktrekryterade bland civila med nödvändiga egenskaper. Meniga befordrades också till underofficerare, men i betydligt mindre omfattning. Från underofficersgraderna var det mycket svårt att bli ytterligare befordrad. Blivande officerare utbildades antingen vid krigsskolan (Landtkadetakademien) som kadetter eller vid regementena som volontärer. Volontärerna var formellt frikorpraler eller underofficerare på avantage, det vill säga, de tjänstgjorde i en lägre grad i väntan på befordran. Även för underofficerare förekom avantageanställning; en lämplig person ur ledet eller ur det civila livet anställdes som korpral på avantage, vilket innebar att den blivande underofficeren avlönades som menig i väntan på en ledig tjänst som underofficer.
Antagning till officer skedde av kunglig nåd och man kände i Danmark inte till den sociala sortering som ägde rum i många andra länder. För att bli officer krävdes inte adelskap, utan ”god härkomst”, vilket var en önskan om bildning och respektabilitet. Gränsen för en god härkomst låg så att det lägre borgerskapet (hantverksmästare) innefattades i begreppet. Typiskt nog för den danska envåldsmonarkin var det samhällsklass och inte stånd som avgjorde tillträdet. En formell krigsskoleutbildning infördes så tidigt som 1713 i Danmark, och en för europeiska förhållanden stor andel av officerskåren hade också gått igenom den. Från 1799 blev avgångsexamen från krigsskolan ett krav för antagning som officer. Huvudprincipen för vidare befordran i officersgraderna var tjänsteåldern. Tjänsteköp var i princip förbjudet, men kunde i nåder beviljas av kungen personligen.  Det tog sig då formen av ackord, dvs. att en officer som tog avsked fick rätt att ta betalt av efterträdaren. Förnäm börd och högre samhällsklass var dock en tillgång under officerskarriären. Det var dock inte sällsynt med generaler av borgerligt ursprung eller till och med sådana som var norska bondesöner. Även nepotism och favoritism spelade en roll för befordran. Många av de högsta militära befattningarna innehades av kungagunstlingar.

### 1803 års härordning
Genom 1803 års härordning infördes en armé som enbart bestod av utskrivet manskap. Utskrivningen blev nu en personlig plikt för bondeståndet och utskrivningarna var inte längre baserade på skattekraft utan på folkmängd. Stavnsbåndet avskaffades och utskrivningen låg inte längre i händerna på godsägarna, utan på ojäviga utskrivningsnämnder (sessioner).  Den främmande värvningen skulle upphöra, men underofficerskåren anskaffas genom inhemsk värvning och anställas på sex år. Det var även möjligt för en utskriven landsoldat att bli befordrad till vicekorpral och sedan vidarebefordrad till underofficer. I praktiken var det svårt att besätta underofficersplatserna och många tjänster blev vakanta. De militära myndigheterna försökte fylla vakanserna genom att rekrytera blivande underofficerare från garnisonsskolor för soldatbarn, från krigsmanshusets pupiller och från fattigvårdens barnhem. Den främmande värvningen måste också fortsätta och ännu 1822 var en femtedel av infanteriets underofficerare tyskar. Nu infördes också en formell utbildning för underofficerare. I mycket var det en elementär skolutbildning, eftersom det ännu 1836 fanns underofficerare som inte kunde skriva och läsa, men det fanns även inslag av militära ämnen.

## Den norska armén
Den norska armén var i det närmaste självständig från den danska, med egen förvaltning, eget utskrivningssystem och egna härordningar. Det var endast artilleriet och fortifikationen som i någon mån var gemensam. Den bestod till övervägande del av nationella, dvs. utskrivna, soldater. De värvade trupperna bestod huvudsakligen av norrmän.  Tyska var dock kommandospråk lika länge som i den danska armén, det vill säga till 1773.  Den norska armén skapades av Christian IV år 1628. Den skulle bestå av en från bondeståndet utskriven styrka underhållen av den jordägande allmogen (nationella förband), kompletterad med värvade trupper. Dessa grundprinciper levde kvar tills värnplikten infördes 1854 och rotarna (lægder) avskaffades 1863.  Den norska armén blev nära anknutet till lokalsamhället genom den lokala rekryteringen. Det svenska indelningsverket är ett välkänt exempel på ett tidigt nationellt rekryteringssystem för armén. Även det norska systemet var säreget och av samma art som det svenska, om än mindre väl känt.  De utskrivna trupperna hade kort utbildnings- och övningstid och var löst sammanfogade till stridsberedda förband.

### Manskapet

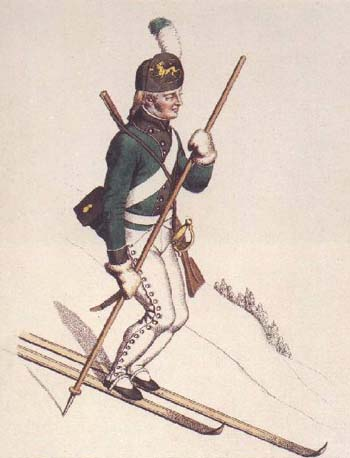
Norsk skidlöparsoldat 1801.

Soldatplikten omfattade bondeståndet. Nordnorge var dock fritaget från utskrivningar. Landsbygden indelades i lægder (rotar) efter gårdarnas skattekraft och varje rote skulle uppställa en soldat. Omkring 1770 roterades även tidigare befriade gårdar, som prästboställen. Till soldat skulle helst en ung man i roten uttas, företrädesvis en som tillhörde tjänstefolket. Normalt skulle soldaten bo inom roten och tjäna för vanlig lön. När utskrivningsbördan ökade under sjuttonhundratalet blev också en ökande andel självägande bönder utskrivna som soldater. Normalt omfattade soldatens tjänsteplikt tio år. Flyttningsrätten på landsbygden var begränsad och utskrivningspliktiga måste förbli inom sin födelsesocken. Från 1799 upphörde rotarna att vara utskrivningsområden och ersattes med kompanidistrikten.  Utskrivningen skulle inte längre vara knuten till roten utan vara beroende av folkmängden.  Roten skulle förse soldaten med uniform och utrustning, medan kronan stod för vapen och ammunition.  De utskrivna soldaternas yrken i 1801 års folkräkning för Östfold visar att hälften var bönder, en fjärdedel drängar och en femtedel husmän. I Östfold var bönderna överrepresenterade bland soldaterna, vilket berodde på att många av husmännen och drängarna tog anställning vid landets enda två värvade regementen, som var förlagda till Östfold.
Rytteriet – dragonerna – uppsattes genom ett system med utredarkvarter. Det var en ordning som påminde om det svenska rusthållet. Utredaren hade att ställa häst och ryttare till kronans förfogande. I gengäld erhöll han befrielse från vissa statliga onus. Till skillnad från utskrivningarna var detta en populär ordning och ofta var det en son som ”red för gården”. Från 1799 upphörde kvarterets plikt att uppställa dragoner, men plikten att hålla tjänstehäst kvarstod.  De värvade trupperna var i huvudsak garnisonstrupper från infanteriet och ett till numerären mycket begränsat artilleri. De värvade soldaterna rekryterades huvudsakligen från städernas obesuttna. Kapitulationstiden var vanligen sex år.  Mindre än en femtedel av armén var värvad.

### Underofficerare

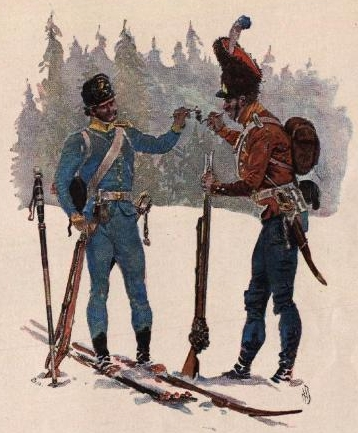
Underofficerare vid de norska skidlöpartrupperna och grenadjärerna under det dansk-svenska kriget 1808–1809.

Befälet vid de nationella förbanden var förpliktade att bo inom kompanidistriktet. För underofficerare som var lokalt rekryterade skapade detta inga problem, men för officerare var det problematiskt. Ursprungligen var det tänkt att kronan skulle ordna officersboställen, men då kronogodsen försåldes blev detta inte möjligt. Officeren fick köpa en gård eller hyra in sig hos bönderna under föga ståndsmässiga förhållanden. Mot slutet av sjuttonhundratalet gjordes ett nytt försök att skapa kompanichefsboställen, men projektet blev inte fullföljt annat än i begränsad utsträckning.   Underofficerarna vid de nationella förbanden var i regel bondsöner, som ofta hade egna bondgårdar och högt anseende i sitt distrikt och som hade genomfört sin tioåriga tjänstgöringsplikt som soldat. Tjänstgöring i jägarkåren gav också kompetens för att bli underofficer vid det vanliga infanteriet. Det var annorlunda med de värvade underofficerare, som normalt blev rekryterade från de värvade meniga.  Det var bättre tillgång på officerare än underofficerare i den norska armén. Orsaken var löneskillnader och den stora sociala rangskillnaden mellan kårerna. Detta betydde att många underofficerstjänster var svåra att besätta och det förekom talrika underofficersvakanser.
Vid de värvade förbanden tillkom omkring 1760 skrivarskolor. De var avsedda för underofficerare, men kunde också frekventeras av meniga. Vid artilleriet fanns sedan 1785 även en högre underofficersskola. Vid underofficersskolan vid den norska jägarkåren undervisades i läsning, skrivning, räkning, kartritning, matematik och lantmäteri. Även officerare kunde vara elever vid denna skola; de studerade då framförallt matematik och kartritning. 1804 fattades beslut om att inrätta sex underofficersskolor för det värvade infanteriet. Utbildningen var tvåårig och läroämnena ungefär desamma som vid jägarkåren.

### Officerare

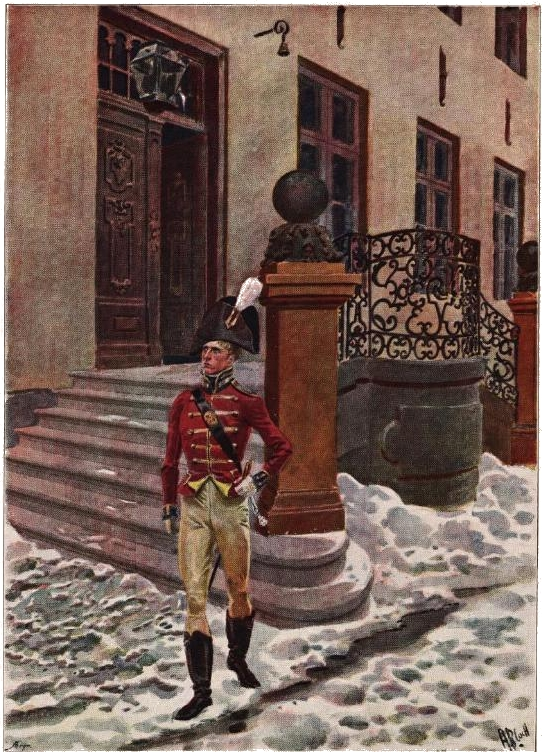
Kadett utanför den Fria matematiska skolan i Oslo i början på 1800-talet.

Officerarna i den norska armén var vid dess grundande ofta utlänningar. De assimilerades snart i det norska samhället och vid slutet av 1700-talet var nio tiondelar av officerskåren norskfödd. Officerarna kom i stor utsträckning från de högsta samhällsklasserna. Officerskåren kom från en högre social nivå än underofficerskåren och ju högre upp i hierarkin, desto högre social nivå kom de ifrån.  Adelns andel av den norska officerskåren var dock nästintill obefintlig under 1700-talet. Hälften av de nya officerarna var officerssöner, en femtedel ämbetsmannasöner, en femtedel borgarsöner och några få procent underofficers- och allmogesöner. Efter 1790 minskade officerssönernas andel till en tredjedel av de nya officerarna. Deras tidigare andelar togs av söner till det högre borgerskapet, men även i någon mån av underofficers- och allmogesöner.
Officerarna lärde sig traditionellt sitt yrke genom praktisk tjänstgöring, men 1750 inrättades den Fria matematiska skolan i Kristiania.  Det var en treårig militärskola där tyngdpunkten låg på matematik och eleverna var ungdomar i åldern 15-18 år eller yngre, oftast officerssöner. Praktiska militära ämnen infördes inte på schemat förrän 1800. Då förlängdes utbildningen till fem år. Under napoleonkrigen tillkom en militärskola i Trondheim.  1804 ombildades den fria matematiska skolan till den kungliga norska landkadettkåren. Den norska krigsskolan gav då samma utbildning som den danska.